# پسیفیک اینترنشنال لاینز
پسیفیک اینترنشنال لاینز (انگلیسی: Pacific International Lines) شرکت کشتیرانی سنگاپوری است، که در سال ۱۹۶۷ تأسیس شد.